# Histoire de Porto Rico pendant la Seconde Guerre mondiale

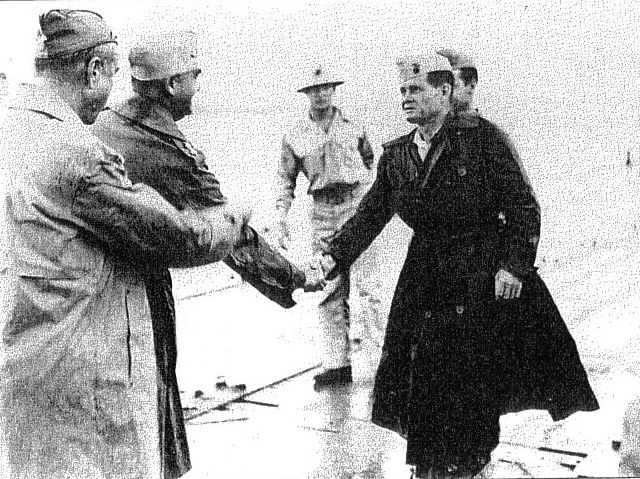
Le major-général Pedro del Valle de l'US Marine Corps (deuxième à partir de la gauche) fut le premier Portoricain à atteindre le grade de général. Il est accueilli par le colonel Chesty Puller de l'US Marine Corps à Pavuvu à la fin d'octobre 1944, tandis que le général de division William H. Rupertus de l'US Marine Corps, (à l'extrême gauche) contemple la scène.

Les Portoricains et les personnes d'origine portoricaine ont participé en tant que membres des forces armées des États-Unis à la guerre civile américaine et à tous les conflits auxquels les États-Unis ont été impliqués depuis la Première Guerre mondiale. Au cours de la Seconde Guerre mondiale, plus de 65 000 militaires portoricains ont servi dans l'effort de guerre, y compris la garde d'installations militaires américaines dans les Caraïbes et les opérations de combat sur les théâtres européens et pacifiques.
Porto Rico est annexé par les États-Unis conformément aux termes du traité de Paris de 1898, ratifié le 10 décembre 1898, à la suite de la guerre hispano-américaine. La citoyenneté américaine est  imposée aux Portoricains à la suite de la loi Jones-Shafroth de 1917 (la Chambre des délégués de Porto Rico rejeta la citoyenneté américaine) et doivent servir dans l'armée. Lorsqu'une flotte de porte-avions de la marine impériale japonaise lance une attaque inattendue sur Pearl Harbor le 7 décembre 1941, les Portoricains devront porter les armes pour défendre les États-Unis. Pendant la Seconde Guerre mondiale, le ministère de la Défense estime que 65 034 Portoricains ont servi dans l'armée américaine,. La plupart des soldats de l'île ont servi dans le 65e régiment d'infanterie ou dans la garde nationale de Porto Rico. Au fur et à mesure de l'augmentation de l'intronisation des Portoricains dans les forces armées, beaucoup ont été affectés à des unités de la zone du canal de Panama et des Antilles britanniques pour remplacer les troupes continentales servant dans les unités de l'armée régulière. Ceux résidant sur le continent des États-Unis ont été affectés à des unités régulières de l'armée. Ils étaient souvent soumis à la discrimination raciale largement répandue aux États-Unis à l'époque.
Les femmes portoricaines en service avaient leurs options limitées à des postes d'infirmières ou d'administration. Pendant la Seconde Guerre mondiale, certains des hommes de l'île ont joué un rôle actif en tant que commandants dans l'armée. L'armée n'a pas tenu de statistiques concernant le nombre total d'Hispaniques ayant servi dans les unités régulières des forces armées, mais seulement ceux ayant servi dans les unités portoricaines ; par conséquent, il est impossible de déterminer le nombre exact de Portoricains qui ont participé à la Seconde Guerre mondiale.

## Avant la Seconde Guerre mondiale

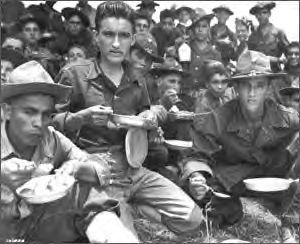
Soldats de la 65e formation d'infanterie à Salinas, Porto Rico, août 1941.

Avant que les États-Unis n'entrent dans la Seconde Guerre mondiale, les Portoricains combattaient déjà sur le sol européen pendant la guerre civile espagnole. La guerre civile espagnole est un conflit majeur en Espagne commencé à la suite d'une tentative de coup d'État commise par une partie de l'armée, dirigée par le général nationaliste Francisco Franco, contre le gouvernement de la Deuxième République espagnole. Les Portoricains ont combattu au nom des deux factions impliquées, les « nationalistes » en tant que membres de l'armée espagnole et les « loyalistes » (républicains) en tant que membres de la brigade internationale Abraham Lincoln.
Parmi les Portoricains ayant combattu aux côtés du général Franco au nom des nationalistes se trouve le général Manuel Goded Llopis (1882-1936), un officier de haut rang de l'armée espagnole. Llopis, né à San Juan, est nommé chef d'état-major de l'armée espagnole d'Afrique, après ses victoires dans la guerre du Rif, capture les îles Baléares et par ordre de Franco, réprime la rébellion des Asturies. Llopis est envoyé pour mener le combat contre les anarchistes en Catalogne, mais ses troupes sont en infériorité numérique. Il fut capturé et condamné à mort par peloton d'exécution,.

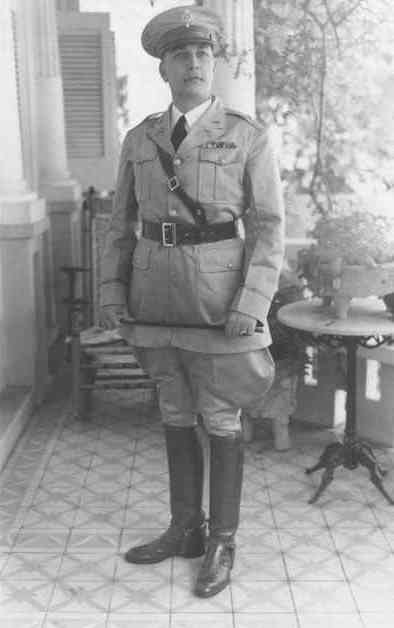
Le Major General Luis R. Esteves.

Parmi les nombreux Portoricains ayant combattu au nom de la deuxième République espagnole en tant que membres de la brigade Abraham Lincoln, se trouve le lieutenant Carmelo Delgado Delgado (1913-1937), un chef du Parti nationaliste portoricain de Guayama qui, au début de la guerre civile espagnole, vivait en Espagne pour décrocher son diplôme en droit. Delgado se réclamait antifasciste et considérait les nationalistes espagnols comme des traîtres. Il combat à la bataille de Madrid, mais est capturé et condamné à mort par peloton d'exécution le 29 avril 1937 ; il fut parmi les premiers citoyens américains à mourir dans ce conflit.
En 1937, le Japon envahit la Chine et en septembre 1939, l'Allemagne envahit la Pologne. En octobre 1940, les 295e et 296e régiments d'infanterie de la Garde nationale portoricaine, fondés par le général de division Luis R. Esteves, sont appelés au service actif fédéral et affectés au département portoricain conformément au plan de guerre orange existant. Pendant cette période, l'économie de Porto Rico souffrait des conséquences de la Grande Dépression et le chômage était généralisé. Le chômage est l'une des raisons pour lesquelles certains Portoricains ont choisi de rejoindre les forces armées.
La plupart de ces hommes s'entraînent au camp Las Casas à Santurce, à Porto Rico, et sont affectés au 65e régiment d'infanterie, une unité séparée composée principalement de Portoricains blancs. Les rumeurs de guerre se répandirent et l'implication des États-Unis était considérée comme une question de temps. Le 65e d'infanterie reçoit l'ordre d'intensifier ses manœuvres, dont beaucoup sont effectuées à Punta Salinas près de la ville de Salinas à Porto Rico. Ceux ayant été affectés aux 295e et 296e régiments de la Garde nationale portoricaine reçurent leur formation au camp Tortuguero près de la ville de Vega Baja.

## Seconde Guerre mondiale

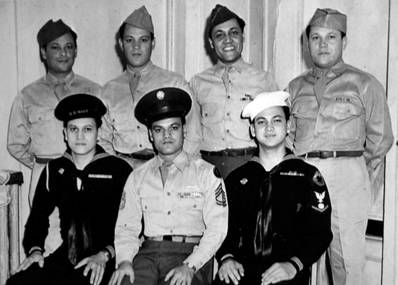
Les Medinas Combattants.

Il n'y a aucun décès répertorié lié à l'armée portoricaine lorsque le service aérien de la marine impériale japonaise mène son attaque contre Pearl Harbor. Cependant, un civil portoricain meurt pendant l'attaque : il s'agit de Daniel LaVerne, un boxeur amateur portoricain qui travaillait au projet de construction de réservoirs de carburant souterrains de Red Hill à Pearl Harbor. Il décède des suites des blessures à la suite de l'attaque. Son nom figure parmi les 2 338 Américains tués ou mortellement blessés le 7 décembre 1941, dans l'exposition du souvenir sur la pelouse arrière du centre d'accueil du Mémorial de l'USS Arizona à Pearl Harbor.
Après l'attaque japonaise sur Pearl Harbor et l'entrée des États-Unis dans la guerre, les Portoricains vivant sur l'île et sur le continent américain commencent à remplir les rangs des quatre principales branches des forces armées. Certains se portent volontaires pour des raisons patriotiques, certains se joignent à la recherche d'un emploi et d'autres sont recrutés. Plusieurs membres d'une même famille rejoindront les Forces armées. Sept frères de la famille Medina connus sous le nom de « Les Medinas combattants », ont combattu pendant la guerre. Ils venaient de Rio Grande (Porto Rico) et de Brooklyn (New York). Dans certains cas, les Portoricains sont victimes de la discrimination raciale qui est alors très répandue aux États-Unis. En 1943, environ 17 000 Portoricains combattent sous les drapeaux, dont le 65e régiment d'infanterie et la Garde nationale de Porto Rico. Les unités portoricaines étaient stationnées soit à Porto Rico, soit dans les îles Vierges.
Le 8 décembre 1941, lorsque des avions japonais attaquent les installations militaires américaines aux Philippines, le colonel Virgilio N. Cordero Jr. est le commandant du bataillon du 31e régiment d'infanterie. Le 31e d'infanterie a couvert le retrait des forces américaines et philippines vers la péninsule de Bataan et a combattu pendant quatre mois sans aucune aide extérieure après qu'une grande partie de la flotte américaine du Pacifique a été détruite à Pearl Harbor et les bases médio-océaniques de Guam et de Wake ont été perdues.
Cordero est nommé commandant du régiment du 52e régiment d'infanterie de la nouvelle armée philippine, devenant ainsi le premier portoricain à commander un régiment de l'armée philippine. Les forces de défense de Bataan se rendent le 9 avril 1942 et Cordero et ses hommes subissent des tortures et des humiliations pendant la marche de la mort de Bataan. Cordero est l'un des près de 1 600 membres du 31e d'infanterie faits prisonniers. La moitié de ces hommes périrent aux mains des forces japonaises. Cordero survit et retrouve la liberté lorsque les troupes alliées lors de la reddition des troupes japonaises en 1945,.
Les possessions de la France dans les Caraïbes mènent des protestations contre le gouvernement de Vichy en France, collaborateur des forces allemandes occupant le pays. L'île de la Martinique est au bord de la guerre civile. Les États-Unis organisent une Task Force conjointe (Armée - Corps des Marines), comprenant le 295e d'infanterie (moins d'un bataillon) et le 78e bataillon du génie, tous deux originaires de Porto Rico pour l'occupation de la Martinique. L'utilisation de ces unités d'infanterie sera suspendue car le gouvernement local de la Martinique décida de céder le contrôle des colonies au Comité français de libération nationale.

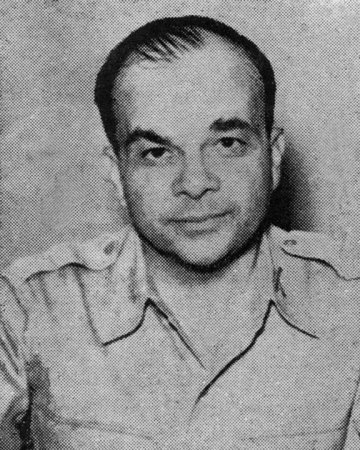
Le colonel Antulio Segarra.

Un petit détachement de troupes insulaires de Porto Rico est envoyé à Cuba fin mars en tant que garde pour l'aéroport de San Antonio de los Baños. En 1943, le 65e régiment d'infanterie est envoyé au Panama pour protéger les côtés Pacifique et Atlantique de l'isthme de Panama. Une augmentation du programme d'induction portoricain est immédiatement autorisée et des troupes continentales telles que les 762e, 766e et 891e bataillons d'artillerie antiaérienne, sont déployées par des Portoricains au Panama,. Ils remplacent également les troupes dans les bases des Antilles britanniques, dans la mesure permise par la disponibilité d'unités portoricaines entraînées. Le 295e régiment d'infanterie suit le 65e régiment en 1944, partant de San Juan, Porto Rico, vers la zone du canal de Panama. Parmi ceux ayant servi avec le 295e régiment dans la zone du canal de Panama se trouve un jeune sous-lieutenant du nom de Carlos Betances Ramírez, qui deviendra plus tard le seul portoricain à commander un bataillon pendant la guerre de Corée. Le 25 novembre 1943, le colonel Antulio Segarra, remplace le colonel John R. Menclenhall en tant que commandant du 65e d'infanterie, devenant ainsi le premier officier de l'armée régulière portoricaine à commander un régiment de l'armée régulière. En janvier 1944, le 65e s'embarqua pour Jackson Barracks (un QG) à la Nouvelle-Orléans et plus tard pour Fort Eustis à Newport News, en Virginie, en vue d'un déploiement outre-mer en Afrique du Nord. Pour certains Portoricains, c'est la première fois qu'ils s'éloignent de leur patrie. Cette expérience servira d'inspiration pour les compositions de deux boléros portoricains ; « En mi viejo San Juan » (Dans mon vieux San Juan) de Noel Estrada et « Despedida » (Mon au revoir), une chanson d'adieu écrite par Pedro Flores et interprétée par Daniel Santos.

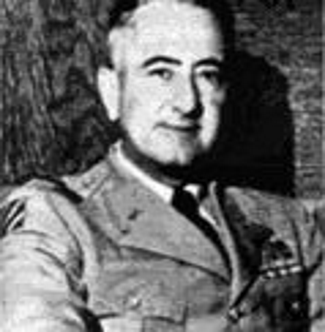
Juan César Cordero Dávila (photographié en tant que major général).

Une fois en Afrique du Nord, le régiment suit une formation complémentaire à Casablanca. Le 29 avril 1944, il débarque en Italie puis se dirige vers la Corse. Le 22 septembre 1944, le 65e débarque en France et s'engage dans les Alpes Maritimes à Peira Cava. Le 13 décembre 1944, le 65e régiment d'infanterie, sous le commandement du lieutenant-colonel Juan César Cordero Dávila, relève le 2e bataillon du 442e régiment d'infanterie, un régiment composé d'Américains d'origine japonaise sous le commandement du colonel Virgil R. Miller, originaire de Porto Rico. Le 3e bataillon lutte contre le 107e régiment d'infanterie de la 34e division d'infanterie allemande. L'unité compte 47 pertes au combat, dont le soldat Sergio Sanchez-Sanchez et le sergent Angel Martinez de la ville de Sabana Grande, il s'agit des deux premiers Portoricains de l'unité à être tués au combat à la suite d'un assaut allemand contre la compagnie « L ». Le 18 mars 1945, le régiment est envoyé dans le district de Mannheim et affecté à des tâches d'occupation militaire. 23 soldats du régiment seront tués au combat,.
Le 12 janvier 1944, le 296e régiment d'infanterie quitte Porto Rico pour la zone du canal de Panama. En avril 1945, l'unité retourne à Porto Rico puis rejoint Honolulu, à Hawaï le 25 juin 1945 et est rattaché au Central Pacific Base Command, à la base aérienne de Kahuku. Le lieutenant-colonel Gilberto Jose Marxuach, « le père de la défense civile de San Juan », est le commandant du 1114e régiment d'artillerie et de la 1558e compagnie du génie.
Les Portoricains parlant couramment l'anglais ou résidant sur le continent sont affectés à des unités de l'armée régulière. Tel est le cas du sergent de première classe Louis Ramirez, affecté au 102e escadron de cavalerie de reconnaissance, qui a participé à la campagne de Normandie le 6 juin, puis à la libération de Saint-Malo. Fernando Pagan, Portoricain résidant sur le continent, est lui affecté à l'unité de la compagnie A, 293e bataillon du génie de combat, débarqué en Normandie le 10 juin. D'autres, comme Frank Bonilla, sont affectés au 290e régiment d'infanterie, 75e division d'infanterie, qui a ensuite combattu en première ligne lors de la bataille des Ardennes. Bonilla reçut les Silver Star et Purple Heart pour ses actions au combat. Joseph A. Unanue, dont le père était le fondateur de Goya Foods, remporte une Bronze Star à la bataille des Ardennes. Unanue s'était entraîné pour l'infanterie blindée et avait rejoint le théâtre européen en tant qu'artilleur dans la compagnie A du 63e bataillon d'infanterie blindée, 11e division blindée. Sa compagnie débarque en France en décembre 1944, juste avant la bataille des Ardennes,,. Santos Deliz est affecté à la batterie D (bataillon de canons) et déployé en Afrique en 1943 pour rejoindre la 3e armée. Selon Deliz, George Patton exigeait le meilleur de tous ses subordonnés, y compris les cuisiniers. Deliz, décoré de la Bronze Star Medal, raconta une expérience vécue avec le général Patton : 

« Patton est entré pour inspecter et il m'a réprimandé parce que j'avais des rations supérieures à la quantité prévue. Les rations provenaient de la nourriture dont les GI ne voulaient pas, alors au lieu de les jeter, je les donnais parfois aux gens qui se trouvaient là-bas. »

C'est au cours de ce conflit que l'adjudant Joseph B. Aviles, Sr., membre de la United States Coast Guard, devient le premier hispano-américain à être promu premier maître. Il atteint également le grade d'adjudant-chef le 27 novembre, 1944, devenant ainsi le premier hispano-américain à atteindre également ce statut. Aviles, qui servit dans la marine des États-Unis en tant qu'officier canonnier en chef pendant la Première Guerre mondiale, passa la majeure partie de la guerre à Saint Augustine, en Floride, à former des recrues.

### Homefront

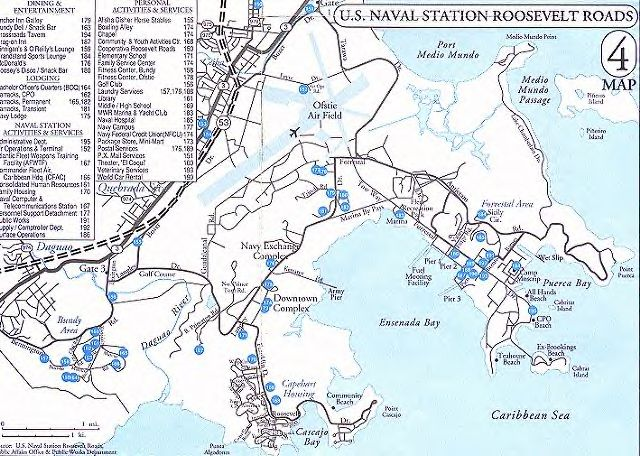
Carte de la station navale américaine Roosevelt Roads.

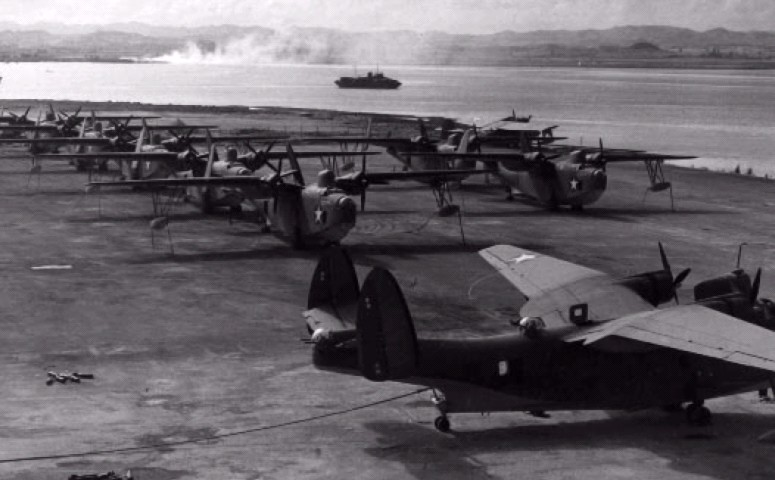
Martin PBM Mariner décollant de la base aéronavale de San Juan en 1943.

En 1939, une enquête est menée sur les sites possibles de bases aériennes. Il est déterminé que Punta Borinquen s'avère être le meilleur site pour une base aérienne majeure. Plus tard cette année-là, le major Karl S. Axtater prend le commandement de ce qui allait devenir le « Borinquen Army Air Field ». Le premier escadron basé à Borinquen Field est le 27e escadron de bombardement, composé de neuf bombardiers moyens B-18A Bolo. En 1940, l'échelon aérien du 25e groupe de bombardement (14 B-18A et deux A-17) arrive à la base depuis Langley Field.
Pendant la Seconde Guerre mondiale, les escadrons suivants sont affectés à la base :
- Quartier général, 13e escadre composite, 1er novembre 1940 - 6 janvier 1941 ; 1er mai-25 octobre 1941
- Quartier général, 25e groupe de bombardement, 1er novembre 1940 - 1er novembre 1942 ; 5 octobre 1943 – 24 mars 1944

417e escadron de bombardement, 21 novembre 1939 - 13 avril 1942 (B-18 Bolo)
10e escadron de bombardement, 1er novembre 1940 - 1er novembre 1942 (B-18 Bolo)
12e escadron de bombardement, 1er novembre 1940 - 8 novembre 1941 (B-18 Bolo)
35e escadron de bombardement, 31 octobre – 11 novembre 1941 (B-18 Bolo)
- 44e escadron de bombardement (40e groupe de bombardement) 1er avril 1941 - 16 juin 1942 (B-18 Bolo)
- 20e escadron de transport de troupes (Panama Air Depot) juin 1942 - juillet 1943 (C-47 Skytrain)
- 4e escadron de reconnaissance tactique (72e groupe de reconnaissance) 27 octobre 1943 - 21 mai 1945 ; 5 octobre 1945 – 20 août 1946
- Commandement aérien des Antilles, 1er mars – 25 août 1946
  - Division aérienne des Antilles, 12 janvier 1948 - 22 janvier 1949

- 24e escadre composite, 25 août 1946 - 28 juin 1948

En 1940, le président Franklin Delano Roosevelt ordonne la construction d'une base navale dans l'Atlantique similaire à Pearl Harbor à Hawaï. Le site est destiné à fournir un ancrage, un amarrage, des installations de réparation, du carburant et des fournitures pour 60 % de la flotte de l'Atlantique. La base navale, nommée US Naval Station Roosevelt Roads deviendra la plus grande installation navale au monde en masse terrestre et sera censée être le Pearl Harbor de l'Atlantique, mais avec la défaite de l'Allemagne, les États-Unis concentreront tous leurs efforts à la guerre dans le Pacifique. En mai 2003, après six décennies d'existence, la base est officiellement fermée par l'US Navy,.

### Combattants les plus décorés
Trois Portoricains ont reçu la Distinguished Service Cross. La Distinguished Service Cross (DSC) est la deuxième plus haute décoration militaire de l'armée des États-Unis, décernée pour bravoure extrême et risque de mort dans un combat réel avec une force ennemie armée. Le premier récipiendaire portoricain est le Private first class (PFC) Joseph R. Martínez, suivi par Luis F. Castro et le soldat Anibal Irrizarry,,.

Joseph R. Martínez, né à San Germán, détruit une unité d'infanterie allemande et un char à Tunis en fournissant des tirs d'artillerie lourds, sauvant son peloton d'une contre-attaque. Il reçut la Distinguished Service Cross du général George Patton, devenant ainsi le premier récipiendaire portoricain de la décoration militaire. Sa citation se lit comme suit : 

« Le président des États-Unis a le plaisir de remettre la Distinguished Service Cross à Joseph R. Martinez, soldat de première classe, pour l'héroïsme extraordinaire qu'il a fait preuve dans le cadre d'opérations militaires contre les forces ennemies en mars 1943. Les actions intrépides du soldat de première classe Martinez, sa bravoure personnelle et son dévouement zélé au devoir illustrent les plus hautes traditions des forces militaires des États-Unis et reflètent un grand honneur pour lui-même, son unité et l'armée américaine. »

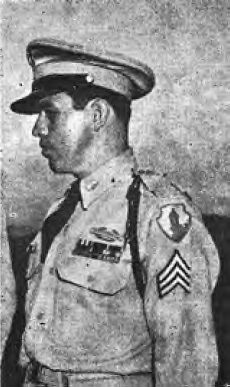
Le sergent Agustín Ramos Calero.

Le soldat de première classe Luis F. Castro, né à Orocovis, Porto Rico, est affecté au 47e régiment d'infanterie de la 9e division d'infanterie. Le peloton de Castro est sur le point d'être envahi par les forces allemandes ennemies, quand il décide de rester sur le flanc arrière et de couvrir la retraite de ses hommes en fournissant une puissance de feu tuant 15 des ennemis lors de la retraite.
Le soldat Anibal Irizarry né à Porto Rico, est affecté à la compagnie « L » du 18e régiment d'infanterie, 1er régiment d'infanterie. Le soldat Irizarry détruit à lui seul deux nids de mitrailleuses ennemies et capture huit soldats ennemis.
Agustín Ramos Calero est l'un des nombreux Portoricains s'étant distingués au combat. La compagnie de Calero se trouve dans les environs de Colmar, en France, et engage le combat contre une escouade de soldats allemands dans ce qu'on appelle la bataille de la poche de Colmar. Calero attaque le groupe, tuant dix d'entre eux et en capturant 21 peu de temps avant d'être lui-même blessé. À la suite de ces événements, il est surnommé « One-Man Army » par ses camarades. Une étoile d'argent figure parmi les 22 décorations et médailles que lui a décernées l'armée américaine pour ses actions pendant la Seconde Guerre mondiale, devenant ainsi le soldat hispanique le plus décoré de tous les États-Unis pendant cette guerre.

### United States Army Air Forces
Les Portoricains ont également servi dans les forces aériennes de l'armée des États-Unis. En 1944, des aviateurs portoricains sont envoyés au terrain d'aviation militaire de Tuskegee, en Alabama, pour former le célèbre 99e escadron de chasse des aviateurs Tuskegee (il s'agit des premiers aviateurs militaires afro-américains des forces armées des États-Unis). Les Portoricains occupent également des postes de bureau avec l'unité Tuskegee. Parmi les Portoricains ayant contribué au succès de l'expérience de Tuskegee, il y a Pablo Diaz Albortt, un sous-officier chargé du bureau des services spéciaux, et Eugene Calderon, affecté à l'unité « Red Tail », en tant que commis de compagnie. À la fin de la guerre, les aviateurs Tuskegee sont crédités de 112 avions de la Luftwaffe abattus, d'un patrouilleur échoué par des tirs de mitrailleuses et de la destruction de nombreux dépôts de carburant, camions et trains.
Les Portoricains se sont également distingués dans les combats aériens. Ce fut le cas des capitaines d'alors Mihiel Gilormini et Alberto A. Nido, des lieutenants José Antonio Muñiz et César Luis González et de l'aviateur Clément Resto.

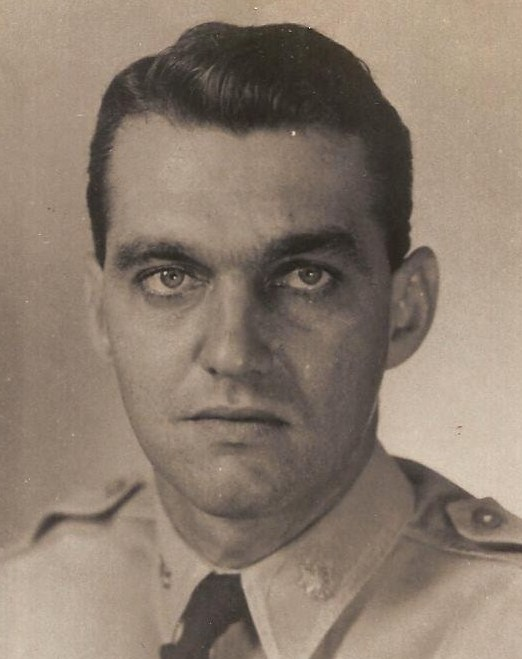
Le lieutenant-colonel José Antonio Muñiz.

Le capitaine Mihiel Gilormini sert dans la Royal Air Force et dans l'Army Air Force pendant la Seconde Guerre mondiale. C'est un commandant d'escadrille dont la dernière mission de combat est d'attaquer l'aérodrome de Milan, en Italie. Son dernier vol en Italie assure la couverture aérienne de la visite du général George Marshall à Pise. Il est récipiendaire de la Silver Star, de l'Air Medal avec quatre agrafes et de la Distinguished Flying Cross à 5 reprises. Gilormini deviendra plus tard le fondateur de la Garde nationale aérienne de Porto Rico et prendra sa retraite en tant que général de brigade.
Le capitaine Alberto A. Nido sert dans l'Aviation royale du Canada, la Royal Air Force et l'United States Army Air Forces pendant la guerre. Il effectue des missions en tant que pilote de bombardier pour l'ARC et en tant que pilote de chasse du Supermarine Spitfire pour la RAF. En tant que membre de la RAF, il appartient à la 67e escadre de reconnaissance qui participa à 275 missions de combat. Nido est ensuite transféré au 67e groupe de chasse de l'USAAF en tant que pilote de chasse du P-51 Mustang. Il reçoit la Distinguished Flying Cross avec quatre feuilles de chêne et l'Air Medal avec quatre feuilles de chêne. Nido cofonde la Garde nationale aérienne de Porto Rico et prend sa retraite en tant que brigadier général.
Le lieutenant José Antonio Muñiz sert avec distinction sur le théâtre Chine-Birmanie-Inde. Au cours de sa période de service, il effectue 20 missions de combat contre l'armée de l'air impériale japonaise et abat un Mitsubishi A6M Zero. En 1960, Muñiz pilote une formation de F-86 célébrant les festivités du 4 juillet à Porto Rico et au décollage, son avion s'écrase accidentellement. En 1963, la base de la garde nationale aérienne, à l'aéroport international de San Juan à Porto Rico, est rebaptisée « base de la garde nationale aérienne de Muñiz » en son honneur.
Le sous-lieutenant César Luis González, copilote d'un C-47, est le premier pilote portoricain dans l'armée de l'air des États-Unis. Il est l'un des premiers participants à l'invasion de la Sicile le 10 juillet 1943, également connue sous le nom d'opération Husky. Lors de l'invasion de la Sicile, il effectue deux missions de nuit, la première le 9 juillet, où sa mission porte sur la libération de parachutistes de la 82e division aéroportée sur la région de Gela et la seconde le 11 juillet, lorsqu'il largue des renforts dans la région. Son unité reçoit un « DUC » pour avoir mené à bien cette deuxième mission malgré le mauvais temps et les fortes attaques des forces terrestres et navales ennemies. González décède le 22 novembre 1943, lorsque son avion s'écrase lors d'un entraînement en bout de piste à Castelvetrano. Il est promu premier lieutenant à titre posthume.
Le sergent Clément Resto sert avec le 303e groupe de bombardier et participe à de nombreux raids de bombardement sur l'Allemagne. Au cours d'une mission de bombardement au-dessus de Düren, en Allemagne, l'avion de Resto, un B-17 Flying Fortress, est abattu. Il est capturé par la Gestapo et envoyé au Stalag XVII-B où il passe le reste de la guerre comme prisonnier de guerre. Resto, qui perdit un œil lors de sa dernière mission, reçut la Purple Heart, une Prisoner of War Medal et une Air Medal avec une étoile de bataille après sa libération de captivité,.
En 1945, lorsque Kwajalein des îles Marshall est sécurisé par les forces américaines, le sergent Fernando Bernacett fait partie des Marines déployés pour garder diverses installations militaires essentielles. Bernacett, vétéran de la bataille de Midway, garda notamment l'aéroport et les prisonniers de guerre ainsi que la bombe atomique avant qu'elle ne soit lancée contre le Japon.

## Les femmes dans l'armée

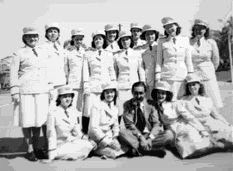
Infirmières de l'armée portoricaine, 296e station hospitalière dans le camp Tortuguero, à Vega Baja.

Lorsque les États-Unis entrent dans la Seconde Guerre mondiale, les infirmières portoricaines se portent volontaires pour le service, mais ne seront pas acceptées dans l'armée ou le corps des infirmières de la marine.
En 1944, l'armée envoie des recruteurs sur l'île pour un recrutement d'environ 200 femmes pour le Women's Army Corps (WAC). Plus de 1 000 candidatures sont reçues pour l'unité qui ne doit être composée que de 200 femmes. L'unité WAC portoricaine, Compagnie 6, 2e Bataillon, 21e régiment du Corps auxiliaire de l'armée féminine, une unité hispanique séparée, est affectée au port d'embarquement de New York, après leur formation de base à Fort Oglethorpe, en Géorgie. Elles sont affectées à des bureaux militaires qui planifiaient l'envoi de troupes à travers le monde. Parmi elles se trouve Carmen García Rosado, qui en 2006, publia un livre intitulé LAS WACS-Participacion de la Mujer Boricua en la Segunda Guerra Mundial (Les WACS-La participation des femmes portoricaines à la Seconde Guerre mondiale), le premier livre à documenter les expériences des 200 premières femmes portoricaines ayant participé à ce conflit.
La même année, l'Army Nurse Corps (ANC) décide d'accepter des infirmières portoricaines afin que les hôpitaux de l'armée n'aient pas à faire face aux barrières linguistiques. Treize femmes sont acceptées à l'ANC après candidatures, interrogatoires et examens physiques. Huit de ces infirmières sont affectées au poste militaire de San Juan, où elles sont appréciées pour leurs capacités bilingues. Cinq infirmières sont affectées à l'hôpital de Camp Tortuguero, à Porto Rico. Parmi elles se trouve Carmen Lozano Dumler (sous-lieutenant), qui deviendra l'une des premières femmes officiers de l'armée portoricaine.
Toutes les femmes ne sont pas infirmières : certaines occupent des fonctions administratives sur le continent ou à proximité des zones de combat. Tel est le cas de la technicienne de quatrième année Carmen Contreras-Bozak, appartenant au 149e corps auxiliaire féminin de l'armée. La 149e Women's Army Auxiliary Corps (WAAC) Post Headquarters Company fut la première compagnie WAAC à être déployée outre-mer, en partant du port de New York pour l'Europe en janvier 1943. L'unité arrive en Afrique du Nord le 27 janvier 1943 et effectue des missions outre-mer à Alger au sein du quartier général de théâtre du général Dwight D. Eisenhower. Carmen Contreras-Bozak, membre de cette unité, fut la première hispanique à servir dans l'US Women's Army Corps en tant qu'interprète et dans de nombreux postes administratifs,.
Le lieutenant Maria Rodriguez Denton est la première femme de Porto Rico à devenir officier dans la marine des États-Unis en tant que membre des WAVES. La Marine l'affecte en tant qu'assistant de bibliothèque au Bureau du câble et de la censure à New York. C'est elle qui transmettra la nouvelle (par des canaux) au président Harry S. Truman de la fin de la guerre.
Certaines femmes portoricaines sont devenues notables dans d'autres domaines en dehors de l'armée. Parmi elles Sylvia Rexach – compositrice de boléros, Marie Teresa Rios – auteure, et Julita Ross – chanteuse.
Sylvia Rexach, abandonne l'Université de Porto Rico en 1942 et rejoint l'armée des États-Unis en tant que membre du WACS où elle sert comme commis de bureau jusqu'en 1945, date à laquelle elle est libérée avec les honneurs. Tere Ríos est une écrivaine portoricaine qui sert également pendant la Seconde Guerre mondiale. Rios, mère du récipiendaire de la médaille d'honneur, le capitaine Humbert Roque Versace et auteur de The Fifteenth Pelican, qui a servi de base à la populaire série télévisée des années 1960 The Flying Nun, conduisait des camions et des bus de l'armée. Elle sert également comme pilote pour la Civil Air Patrol. Rios Versace écrit et édite pour divers journaux du monde entier, y compris des endroits tels que Guam, en Allemagne, le Wisconsin et le Dakota du Sud, et des publications telles que les Forces armées Star & Stripes et Gannett. Pendant la Seconde Guerre mondiale, Julita Ross divertie les troupes avec sa voix dans les « USO shows » (United Service Organizations).

## Commandants portoricains

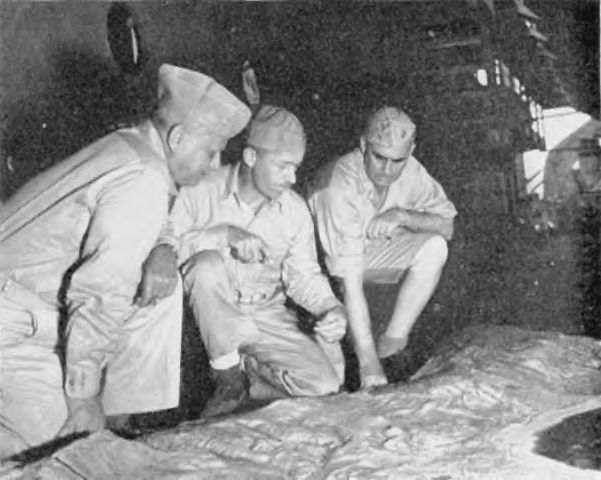
De gauche à droite : le général de division Geiger, commandant de corps ; le colonel Silverthorn, chef d'état-major du corps et le général de brigade del Valle, commandant de l'artillerie du corps, examinent une carte en relief en plâtre de Guam à bord de l'.

En plus du lieutenant-colonel Juan Cesar Cordero Davila, neuf Portoricains diplômés de l'Académie navale des États-Unis et de l'Académie militaire des États-Unis ont occupé des postes de commandement dans l'armée, la marine et le corps des marines. Il s'agit du lieutenant-général Pedro Augusto del Valle, premier hispanique à atteindre le grade de général dans le Corps des Marines ; le contre-amiral Frederick Lois Riefkohl, premier Portoricain à être diplômé de l'Académie navale et récipiendaire de la Navy Cross ; le contre-amiral José M. Cabanillas, directeur général de l'USS Texas qui a participé aux invasions de l'Afrique du Nord et de la Normandie ; le contre-amiral Edmund Ernest García, commandant du destroyer USS Sloat qui a participé aux invasions de l'Afrique, de la Sicile et de la France ; l'amiral Horacio Rivero Jr. , qui fut le premier hispanique à devenir amiral quatre étoiles ; le capitaine Marion Frederic Ramírez de Arellano, premier commandant de sous-marin hispanique, qui a commandé l'USS Balao et est crédité du naufrage de deux navires japonais ; le contre-amiral Rafael Celestino Benítez, commandant de sous-marin hautement décoré qui a reçu deux Silver Star ; le colonel Virgilio N. Cordero Jr., récipiendaire de trois Silver Star et d'une Bronze Star, commandant de bataillon du 31e régiment d'infanterie le 8 décembre 1941, lorsque des avions japonais ont attaqué les installations militaires américaines aux Philippines ; le colonel Virgil R. Miller, commandant régimentaire de la 442e équipe de combat régimentaire ; et le colonel Jaime Sabater Sr., classe de 1927.
- Le lieutenant-général Pedro del Valle, un marine hautement décoré, a joué un rôle clé dans la campagne de Guadalcanal et la bataille de Guam et est devenu le commandant général de la première division de marine. Del Valle a joué un rôle déterminant dans la défaite des forces japonaises à Okinawa et était chargé de la réorganisation d'Okinawa[65],[66],[67].

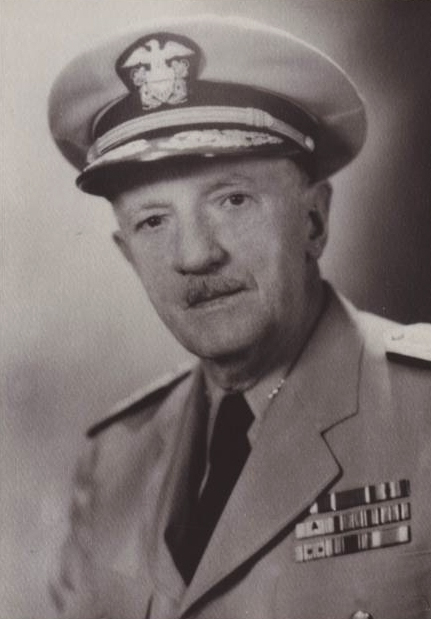
Le contre-amiral Riefkohl.

- Le contre-amiral Frederick Lois Riefkohl, le capitaine de l'USS Vincennes, qui fut affecté au Groupe d'appui feu (avec Groupe de transport XRAY) sous le commandement du contre-amiral Richmond K. Turner (force Amphibie) lors du débarquement aux îles Salomon le 7 août 1942[68].
- Avant la Seconde Guerre mondiale, le contre-amiral José M. Cabanillas, a servi à bord de divers croiseurs, destroyers et sous-marins. En 1942, lors du déclenchement de la Seconde Guerre mondiale, il est nommé officier exécutif de l'USS Texas. Le Texas participe à l'invasion de l'Afrique du Nord en détruisant un dépôt de munitions près de Port Lyautey. Cabanillas a également participé à l'invasion de la Normandie le jour J[69].
- Le contre-amiral Edmund Ernest García, était le commandant du destroyer USS Sloat et a participé aux invasions de l'Afrique du Nord, de la Sicile et de la France[70].
- L'amiral Horacio Rivero Jr., a servi à bord de l'USS San Juan et a été impliqué dans la couverture d'artillerie pour les Marines débarquant à Guadalcanal, les îles Marshall, Iwo Jima et Okinawa. Pour son service, il a reçu la médaille d'étoile de bronze avec l'insigne de combat « V »[71].

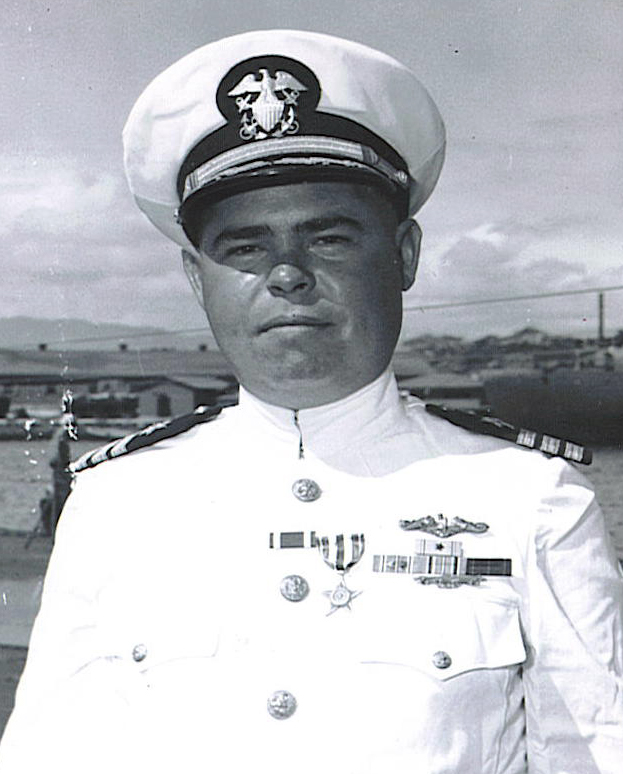
Le capitaine Marion Frédéric Ramirez de Arellano.

- Le capitaine Marion Frederic Ramírez de Arellano, le premier commandant de sous-marin hispanique[72], décoré de deux Silver Star, la Legion of Merit et une Bronze Star pour ses actions contre la marine impériale japonaise. Non seulement il est crédité du naufrage d'au moins deux navires japonais, mais il a également mené le sauvetage de nombreux pilotes de la marine abattus[64].
- Le contre-amiral Rafael Celestino Benítez, qui était à l'époque lieutenant-commandant, a participé à des combats à bord de sous-marins et a résisté à diverses occasions à des attaques de grenades sous-marines. Pour ses actions, il a reçu les Silver et Bronze Star. Benitez jouera plus tard un rôle important dans la première mission d'espionnage sous-marine américaine de la guerre froide en tant que commandant du sous-marin USS Cochino dans ce qui deviendra connu comme « l'incident de Cochino »[73].
- Le colonel Virgilio N. Cordero Jr., était le commandant du bataillon du 31e régiment d'infanterie le 8 décembre 1941, lorsque des avions japonais ont attaqué les installations militaires américaines aux Philippines. Les forces de défense de Bataan se sont rendues le 9 avril 1942 et Cordero et ses hommes ont subi des tortures et des humiliations brutales pendant la marche de la mort de Bataan. Cordero est l'un des 1 600 membres du 31e régiment d'infanterie faits prisonniers. La moitié de ces hommes périrent entre les mains des forces japonaises. Après quatre ans de captivité, Cordero est libéré en 1945 et retourne aux États-Unis. Il prend sa retraite avec le grade de général de brigade, et écrit des ouvrages sur ses expériences en tant que prisonnier de guerre et sur ce qu'il a vécu pendant la marche de la mort de Bataan. Il est l'auteur de My Experiences during the War with Japan, publié en 1950. En 1957, il est l'auteur d'une version espagnole révisée intitulée Bataan y la Marcha de la Muerte ; Volume 7 de Colección Vida e Historia[17].
- Le colonel Virgil R. Miller, né à San Germán, Porto Rico, était le commandant régimentaire de la 442e Regimental Combat Team, une unité composée de « Nisei » (Américains de deuxième génération d'origine japonaise), pendant la Seconde Guerre mondiale. Il a dirigé le 442e dans son sauvetage du bataillon Lost Texas de la 36e division d'infanterie, dans les forêts des Vosges dans le nord-est de la France[74],[75].
- Le colonel Jaime Sabater Sr., a commandé le 1er bataillon, 9e Marines pendant les opérations amphibies de Bougainville[76]. Sabater a également participé à la bataille de Guam (21 juillet 1944 - 10 août 1944) en tant qu'officier exécutif du 9e Marines. Il est blessé au combat le 21 juillet 1944 et reçoit la Purple Heart[77].

## Discrimination
Pendant la Seconde Guerre mondiale, l'armée des États-Unis est séparée. Les Portoricains résidant sur le continent et qui parlant couramment anglais servent aux côtés de leurs homologues « blancs » et les Portoricains « noirs » sont affectés à des unités composées principalement d'Afro-américains. Les Portoricains de l'île servent dans les unités séparées de Porto Rico, comme le 65e d'infanterie et les 295e et 296e régiments de la Garde nationale de Porto Rico. La discrimination raciale pratiquée contre les hispano-américains, y compris les Portoricains sur la côte est des États-Unis et les Mexicains en Californie et dans le sud-ouest, est très répandue. Certains Portoricains servant dans des unités de l'armée régulière sont témoins de la discrimination raciale de l'époque.

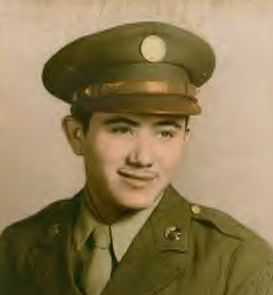
Raul Rios Rodriguez.

Dans une interview, Raul Rios Rodriguez déclare qu'au cours de sa formation de base à Fort Bragg, en  Caroline du Nord, il avait rencontré un instructeur de forage strict qui était particulièrement dur envers les soldats hispaniques et noirs de son unité. Il déclare qu'il reste rancunier du traitement discriminatoire que les soldats latinos et noirs ont reçu lors de la formation de base : « Nous étions tous des soldats ; nous risquions tous nos vies pour les États-Unis. Cela n'aurait jamais dû être fait, jamais». Rios Rodriguez est déployé au Havre, en France, affecté à la garde des ponts et des dépôts de ravitaillement en France et en Allemagne avec le 18e régiment d'infanterie, 1re division d'infanterie.
Un autre soldat, Felix López-Santos, est enrôlé dans l'armée et envoyé à Fort Dix dans le New Jersey pour un entraînement. López-Santos rejoint ensuite la baie de Milne, puis la petite île de Woodlark, toutes deux en Nouvelle-Guinée, où il est au service des communications en utilisant des fils téléphoniques pour communiquer avec les troupes pendant la guerre. Dans une interview, López-Santos déclare qu'en Caroline du Nord, il avait été témoin de certaines formes de discrimination raciale, mais ne l'avait jamais vécue par lui-même. Il déclara : « Je me souviens avoir vu des personnes de couleur refuser le service dans un restaurant, je pense que je n'ai pas été victime de discrimination à cause de mes yeux bleus et de mon teint clair».
Selon Carmen García Rosado, l'une des épreuves auxquelles étaient soumises les femmes portoricaines dans l'armée était la discrimination sociale et raciale qui sévissait à l'époque aux États-Unis contre la communauté latino.

### L'expérimentation humaine
Les soldats portoricains ont également été soumis à des expérimentations humaines par les forces armées des États-Unis. Sur l'île de San José au Panama, les soldats portoricains ont été exposés au gaz moutarde pour voir s'ils réagissaient différemment de leurs homologues « blancs ». Selon Susan L. Smith de l'Université de l'Alberta, les chercheurs cherchaient des preuves de différences fondées sur la race dans les réponses du corps humain à l'exposition au gaz moutarde.

## Après la Seconde Guerre mondiale
La participation américaine à la Seconde Guerre mondiale prend fin en Europe le 8 mai 1945 lorsque les Alliés occidentaux célébrèrent le Jour de la Victoire en Europe lors de la capitulation de l'Allemagne, et sur le théâtre asiatique le 14 août 1945, Jour de la victoire sur le Japon lors de la capitulation japonaise en signant les actes de reddition.
Le 27 octobre 1945, le 65e régiment d'infanterie, qui avait participé aux batailles de Naples-Fogis, de Rome-Arno, d'Europe centrale et de Rhénanie, rentre de France. Arrivés à Porto Rico le 9 novembre 1945, ils sont reçus par la population locale comme des héros nationaux et reçoivent un accueil victorieux au terminal militaire du camp Buchanan.

Selon le livre Historia Militar De Puerto Rico (Histoire militaire de Porto Rico), de l'historien Héctor Andrés Negroni, les hommes du 65e d'infanterie ont reçu les décorations militaires suivantes:
| Décorations | Nom          | Total |
| ----------- | ------------ | ----- |
| O8          | Silver Star  | 2     |
| O8          | Bronze Star  | 22    |
| O8          | Purple Heart | 90    |

Le 295e régiment revient le 20 février 1946 de la zone du canal de Panama et le 296e régiment le 6 mars. Les deux régiments reçoivent plusieurs décorations avant leurs dissolutions la même année.
Beaucoup d'hommes et de femmes qui ont été démobilisés après la guerre ont repris leur travail civil ou ont profité des avantages éducatifs du G.I. Bill. D'autres, comme le général de division Juan César Cordero Dávila, le colonel Carlos Betances Ramírez, le sergent de première classe Agustín Ramos Calero et le sergent-chef Pedro Rodriguez, ont continué dans l'armée en tant que soldats de carrière et ont continué à servir pendant la guerre de Corée.
Certains des Portoricains du continent n'ayant pas terminé leur plein service actif dans le service militaire sont réaffectés au 65e régiment d'infanterie à Porto Rico. Selon les propos tenus par Frank Bonilla dans une interview, il découvrit une division entre les soldats. Les Portoricains ayant émigré sur le continent étaient considérés comme des « American Joes » tandis que les Portoricains de l'île se considéraient comme des Portoricains « purs ». Bonilla a d'abord pensé à un manque de respect des soldats envers les États-Unis, d'autant plus qu'ils se tenaient au garde-à-vous chaque fois que retentissait l'hymne portoricain, La Borinqueña, contrairement à l'hymne américain. Bonilla est cité comme disant :

« Les soldats portoricains n'accordaient que peu ou pas d'attention au jeu de la « The Star-Spangled Banner ». Mr Bonilla déclara : « Ces hommes avaient une fierté d'unité choisie parce qu'ils avaient vécu plus de temps à l'étranger et dans les zones de combat que la plupart des soldats des unités américaines ». »

Bonilla a finalement obtenu un doctorat de l'université Harvard et a occupé des postes de professeur au Massachusetts Institute of Technology, à l'université Stanford et à l'université de la ville de New York. Il deviendra un leader majeur dans les études portoricaines.
Selon le 4e rapport du directeur du service sélectif de 1948, un total de 51 438 Portoricains ont servi dans les forces armées pendant la Seconde Guerre mondiale, mais le ministère de la Défense dans son rapport intitulé « Nombre de Portoricains servant dans les forces armées américaines pendant les urgences nationales » estime le total des Portoricains ayant servi sous les drapeaux à 65 034, dont 2 560 répertoriés comme blessés. Ces chiffres ne reflètent que ceux qui ont servi dans les unités portoricaines. Cependant, le nombre total de Portoricains ayant participé à la Seconde Guerre mondiale dans d'autres unités ne peut pas être déterminé car l'armée classa les Hispaniques avec les Blancs. Les seuls groupes raciaux pour lesquels des statistiques distinctes ont été tenues étaient les Noirs et les Asiatiques,.
Les noms des 37 hommes connus pour avoir péri dans le conflit sont gravés dans le monument El Monumento de la Recordación (Monument commémoratif) qui honore la mémoire de ceux tombés pour la défense des États-Unis. Le monument est situé à San Juan, à Porto Rico.

## Galerie de photos

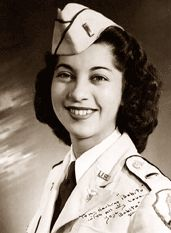
Carmen Dumler
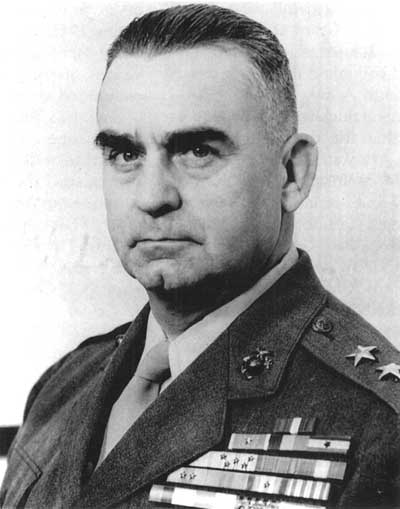
Pedro de Valle
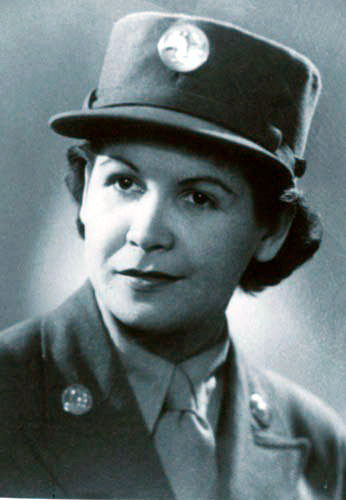
Carmen Conteras-Bozak
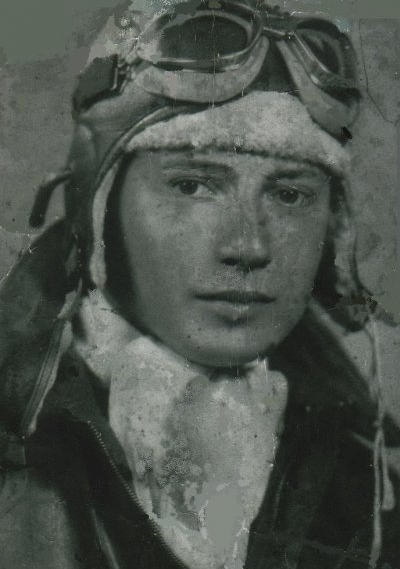
César Luis González
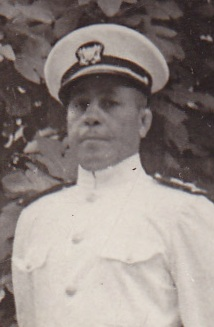
Joseph B. Aviles, Sr.
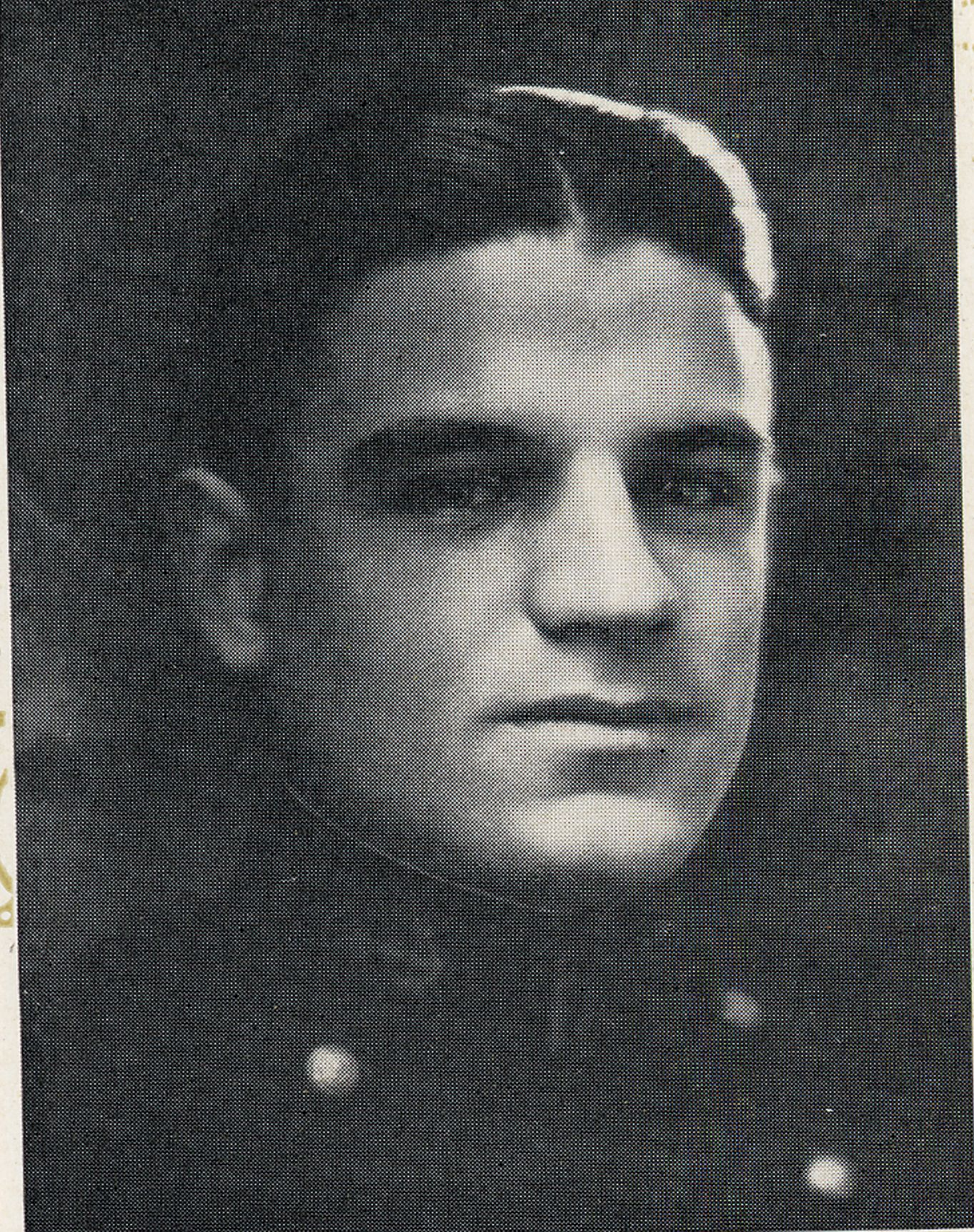
José M. Cabanillas
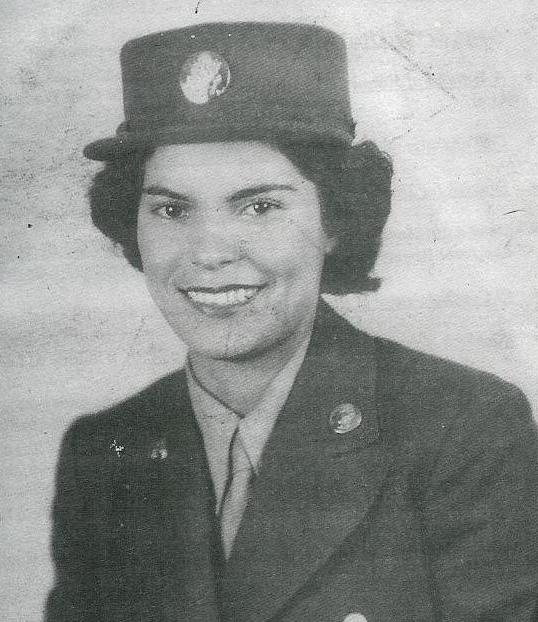
Carmen García Rosado
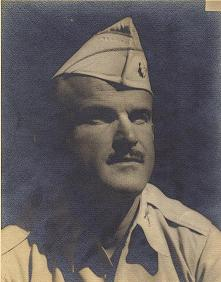
Gilberto José Marxuach
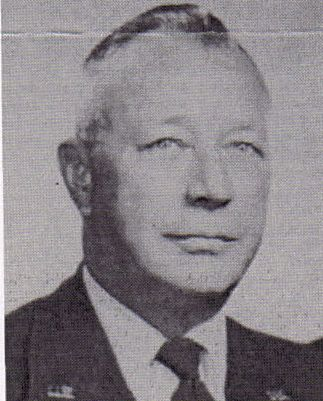
Virgil R. Miller
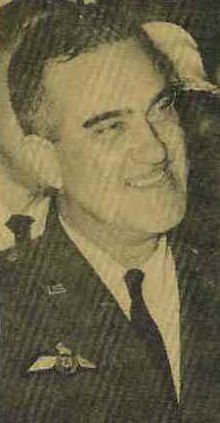
Alberto A. Nido
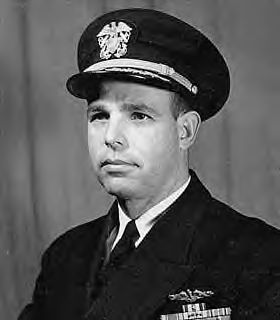
Rafael Celestino Benítez
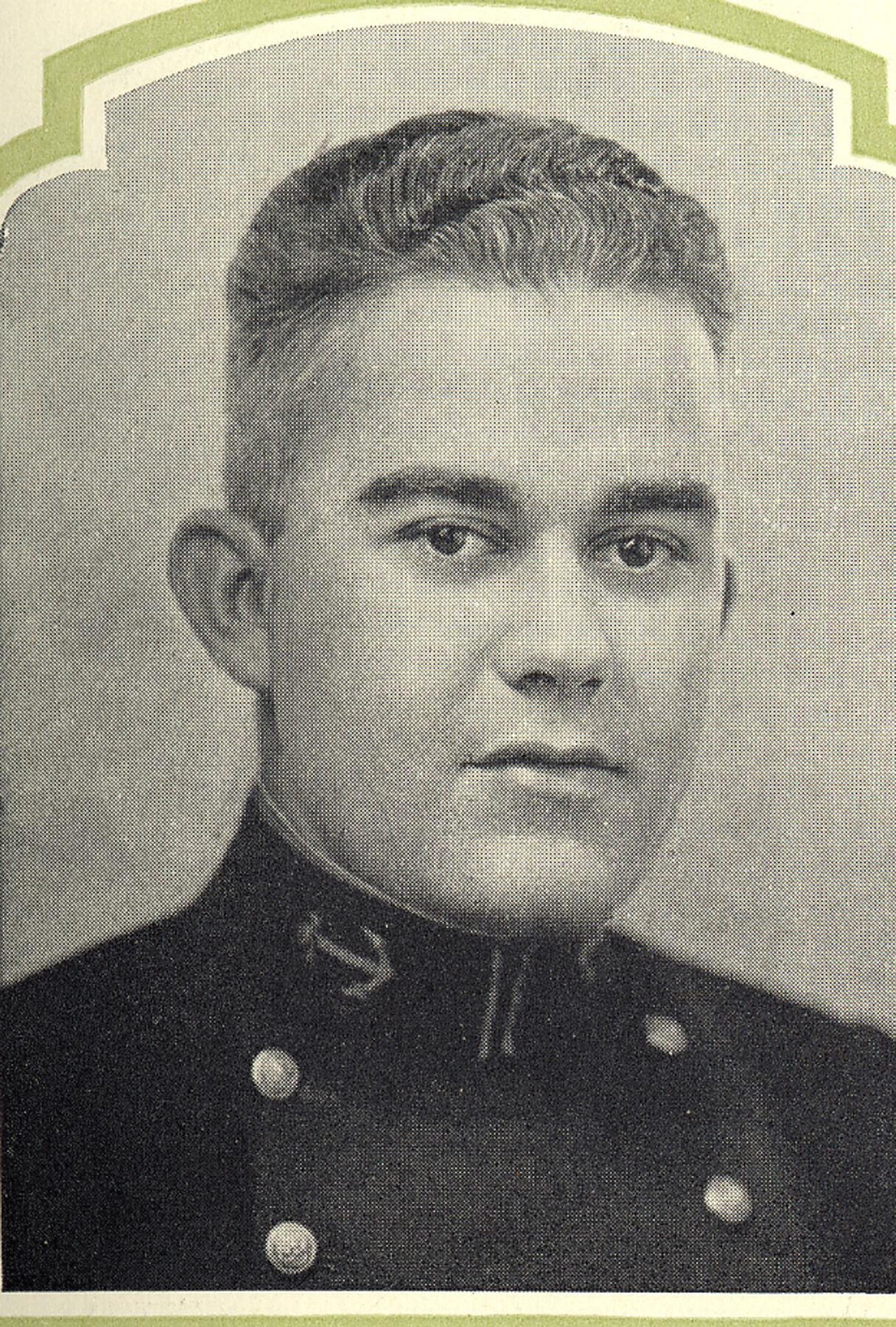
Edmond Ernest Garcia
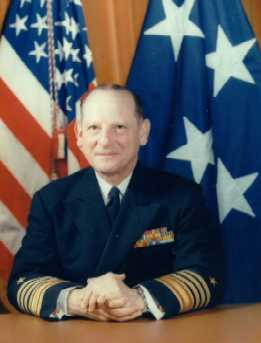
Horacio Rivero Jr.
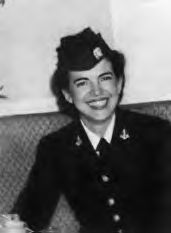
Maria Rodriguez Denton
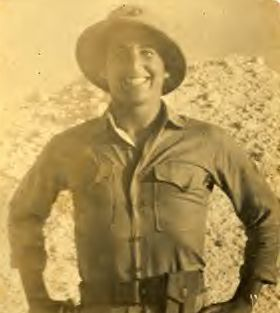
Fernando Bernacett